# Perknaster aurantiacus
Perknaster aurantiacus är en sjöstjärneart som beskrevs av Jean Baptiste François René Koehler 1912. Perknaster aurantiacus ingår i släktet Perknaster och familjen Ganeriidae. Inga underarter finns listade i Catalogue of Life.